# Volšovská lípa
Volšovská lípa je památný strom u vsi Volšovy, jihozápadně od Sušice. Lípa velkolistá (Tilia platyphyllos) roste na nádvoří bývalého zámku, v nadmořské výšce 500 m. Obvod jejího kmene měří 654 cm a koruna stromu dosahuje do výšky 21 m (měření 1998). Lípa je chráněna od roku 1978 jako esteticky zajímavý strom, součást kulturní památky, významný habitus, významný svým stářím a vzrůstem.

## Stromy v okolí
- Chamutická lípa (2,8 km z.)
- Kojšická lípa (3,1 km zjz.)
- Lípy nad Malou farářkou (3,0 km v.)
- Lípa pod statkem v Chamuticích (2,6 km z.)
- Lípa velkolistá „u Bajčiů“ ve Starých Volšovech
- Lípa velkolistá ve Starých Volšovech (650 m j.)
- Lípa v lesoparku Luh (2,3 km vsv.)
- Lípa v Nuzerově (2,6 km jjz.)
- Lípy u Lurdské kaple (1,3 km sv.)
- Skupina stromů u kostela (2,8 km jv.)
- Tichých lípa (3,0 km zjz.)
- Trsická lípa (2,3 km z.)